# 橢圓腔蝠魚
橢圓腔蝠魚（學名：Coelophrys oblonga），為輻鰭魚綱鮟鱇目棘茄魚亞目棘茄魚科的其中一種。分布於西太平洋區的印尼西伯里斯海域，屬底棲性魚類，棲息深度約水深1393公尺，生活習性不明。

## 扩展阅读
維基物種上的相關：橢圓腔蝠魚